# علم الوراثة في الخيال

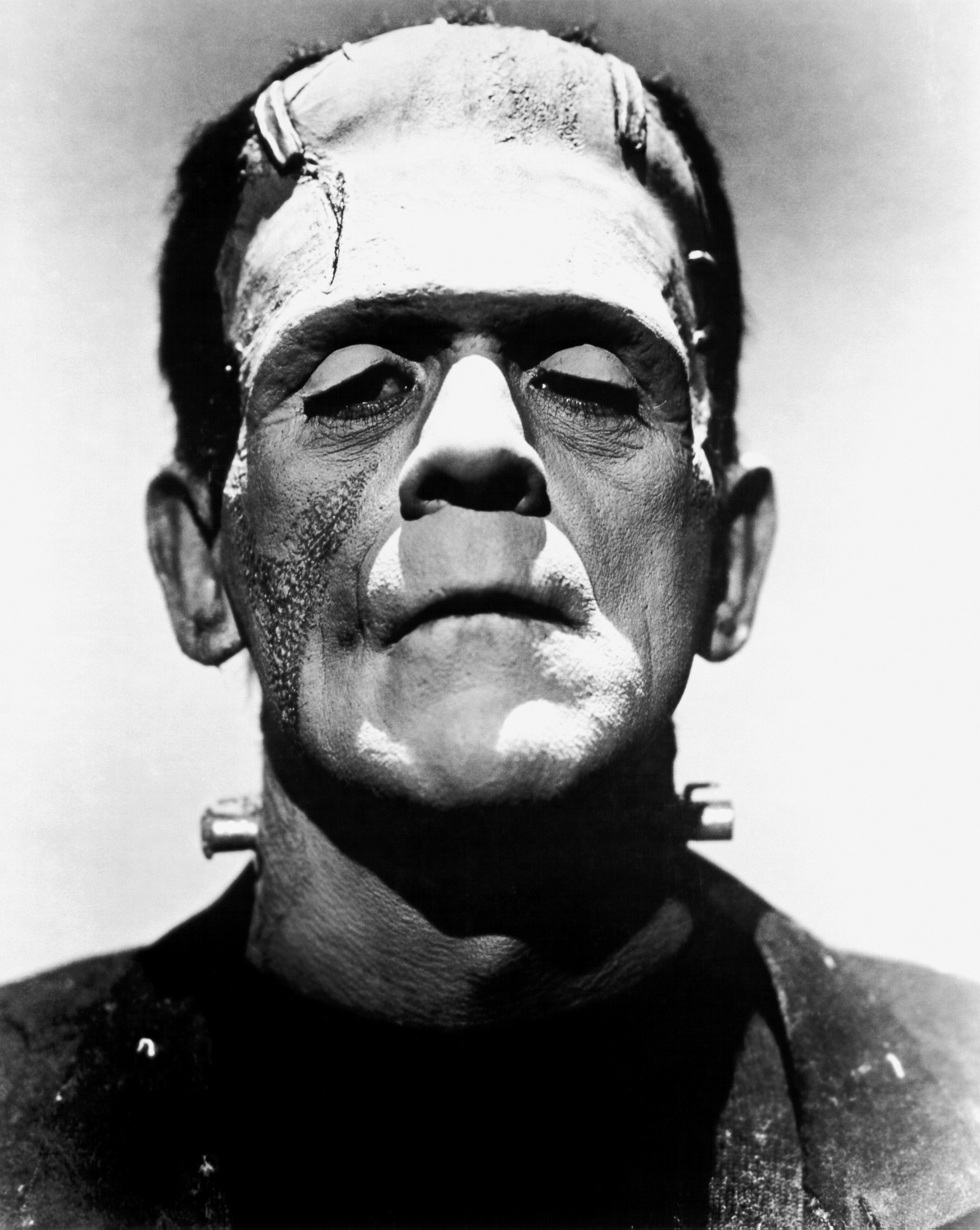
بوريس كارلوف في فيلم فرانكشتاين لجيمس ويل عام 1931، استنادًا إلى رواية ماري شيلي عام 1818.انشِئ الوحش من خلال تجربة علمية غير تقليدية.

ظهرت جوانب علم الوراثة لتشمل الطفرات، والتهجين، والاستنساخ، والهندسة الوراثية، وعلم تحسين النسل في الخيال منذ القرن التاسع عشر.
علم الوراثة أحد العلوم الحديثة، بدأ في عام 1900م بإعادة اكتشاف دراسة جريجور مندل حول وراثة الصفات في نباتات البازلاء. خلال القرن العشرين، لتطورت لإنشاء علوم وتقنيات جديدة بما في ذلك علم الأحياء الجزيئي، وتسلسل الحمض النووي الريبوزي منقوص الأكسجين، والاستنساخ، والهندسة الوراثية.
منذ ذلك الحين، استخدمت العديد من روايات وأفلام الخيال العلمي جوانب من علم الوراثة كحبكة، وغالبًا ما كانت تتخذ أحد الطريقين: حادث جيني وراثي له عواقب وخيمة؛ أو قابلية ورغبة في التعديل الوراثي المخطط له. فقد كانت معالجة العلم في هذه القصص متفاوتًا وغير واقعي في كثير من الأحيان. كما وحاول فيلم غاتاكا تصوير العلم بدقة ولكن انتقده العلماء.

## نبذة

أدى اكتشاف التركيب الكيميائي للولب الحمض النووي المزدوج في عام 1953 إلى تحويل علم الوراثة وإطلاق علم البيولوجيا الجزيئية.

بدأ علم الوراثة الحديث بعمل الراهب جريجور مندل في القرن التاسع عشر، حول وراثة الصفات في نباتات البازلاء. وجد مندل أن السمات الظاهرة، مثل ما إذا كانت البازلاء مستديرة أو مجعدة، موروثة بشكل منفصل، بدلاً من مزج سمات الوالدين. وفي عام 1900م، أعاد هوغو دي فريس وعلماء آخرون اكتشاف أبحاث مندل. كما وصاغ ويليام باتسون مصطلح "علم الوراثة" للعلم الجديد، والذي سرعان ما حقق مجموعة واسعة من الظواهر بما في ذلك الطفرات (التغيرات الموروثة الناجمة عن تلف المادة الجينية)، والارتباط الجيني (عندما تورث بعض السمات إلى حد ما معًا) والتهجين (تقاطعات من أنواع مختلفة).
تحسين النسل أو اليوجينيكس هو إنتاج أفراد أفضل عن طريق التربية الانتقائية، وهو مصطلح قد سُمّي وأُيّد من قبل العالم فرانسيس جالتون، ابن عم تشارلز داروين، في عام 1883. يتميز التطوير العرقي بجانبين؛ الجانب الإيجابي هو إنتاج المزيد من الأطفال ذوي الذكاء العالي والصحة الجيدة، والجانب السلبي الهدف منه منع "تدهور العرق" عن طريق منع العائلات التي تعتبر "معيبة" ولديها سمات مثل الإسراف، الكسل، السلوك غير الأخلاقي.
علم الأحياء الجزيئي هو دراسة التفاعلات تنظيم التعبير الجيني، وقد بدأ هذا المجال بتحديد الحمض النووي الريبوزي منقوص الأكسجين كمادة وراثية رئيسية في عام 1944، حُدِّدت الشفرة الوراثية والهيكل الثنائي اللولبي للحمض النووي بواسطة جيمس واتسون وفرنسيس كريك في عام 1953. كما وطُوِّرت تقنية تسلسل الحمض النووي الريبوزي منقوص الأكسجين، وتحديد التسلسل الدقيق للمعلومات الوراثية في الكائن الحي، في عام 1977 بواسطة فريدريك سانغر.
هناك نوعان من التعديل الوراثي، أحدهما وهو هندسة الجينات والذي تُعدّل فيه المواد الوراثية للكائن الحي، وأصبح ذلك ممكنًا في عام 1972 عندما قام بول بيرغ بإنشاء أول جزيئات حمض نووي مأشوب بشكل صناعي باستخدام الفيروسات.
والنوع الثاني هو استنساخ الكائنات، حيث تُنتج كائنات متطابقة وراثيًا من نقاط بداية محددة ومُختارة، كما وأُثبتت إمكانية الاستنساخ في الثدييات من خلال إنشاء دوللي النعجة من خلية جسدية عادية في عام 1996 في معهد روزلين.

## موضوعات علم الوراثة

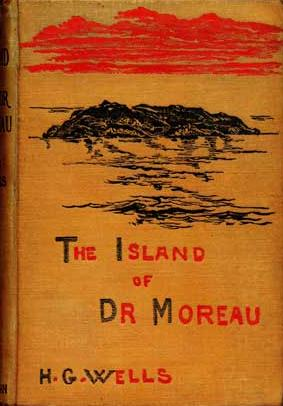
تخيل جزيرة الدكتور مورو عام 1896 للكاتب إتش جي ويلز استخدام التهجين لخلق كائنات هجينة شبيهة بالإنسان.

### الطفرات الوراثية والتهجين
تُستخدم الطفرات والتهجين على نطاق واسع في الخيال العلمي، بدءًا من القرن التاسع عشر مع أعمال الخيال العلمي مثل رواية فرانكشتاين لماري شيلي عام 1818 ورواية جزيرة الدكتور مورو لـهربرت جورج ويلز عام 1896.
وفي كتابها "موضوعات بيولوجية في الخيال العلمي الحديث" عام 1977، حددت هيلين باركر نوعين رئيسيين من القصص: "الحادث الوراثي"، وهو التغيير غير المتحكم فيه والمفاجئ والكارثي لنوع ما؛ و"التعديل الوراثي المخطط"، سواء أكان التحكم به من قبل البشر أو من قبل الكائنات الفضائية، ويتساءل عما إذا كان ذلك ممكنًا أو حتى مرغوبًا فيه. في أعمال الخيال العلمي حتى سبعينيات القرن الماضي، كانت التغييرات الوراثية ناتجة عن الإشعاع أو التلاعب بالمواد الكيميائية أو الجراحة (وبالتالي، حسب ملاحظات لارس شماينك، ليست بالضرورة عن طريق الوسائل الوراثية البحتة). تشمل الأمثلة رواية جزيرة الدكتور مورو مع تلاعباتها الرهيبة، ورواية عالم جديد شجاع لألدوس هكسلي عام 1932، ورواية بذور الحياة لجون تين عام 1951، والتي تستخدم الإشعاع لخلق الرجال الخارقين. بعد اكتشاف الهليكس المزدوج وبعد ذلك الحمض النووي المتكون من قطعين، أصبحت الهندسة الوراثية محور الاهتمام في الأعمال الخيالية المتعلقة بالوراثة، كما هو الحال في كتب مثل قصة بريان ستابلفورد عن مجتمع معدل وراثيًا في كتابه "وراثة الأرض" عام 1998, ورواية "القطع الغيار" لميخائيل مارشال سميث سميث عام 1997، التي تتحدث عن زراعة الأعضاء.
تخيّلت الكتب المصورة شخصيات خارقة بفضل الطفرات الوراثية التي منحتها قدرات خارقة. يتخيل عالم دي سي (منذ عام 1939) شخصيات "ميتاهيومانز"؛ بينما يسميهم "المتحورون" في عالم مارفل (منذ عام 1961)؛ في حين تطلق عليهم "البوست هيومانز" في "عاصفة برية" (منذ عام 1992) و "ألتميت مارفل" (2000-2015). قدّم ستان لي مفهوم المتحورين في كتب "مارفل إكس ـ مان" في عام 1963؛ حيث يعلن الشرير "ماغنيتو" عن خطته لجعل الإنسان الحالي ينحني ويميل للنوع الإنساني الأعلى، مما يعني أن المتحورين سيكونون ذوو خطوة تطورية للإنسانية الحالية. وفي وقت لاحق، تتحدث الكتب عن جين إكس الذي يمنح القوى للبالغين. تشمل قوى "إكس ـ مان" القدرة على التخاطر، والتحريك عن بُعد، والشفاء، والقوة، والطيران، والسفر عبر الزمن، والقدرة على إطلاق طلقات من الطاقة.
رواية جيمس بليش عام 1952 ابنة تيتان (في مجموعة زمن المستقبل لكينديل فوستر كروس) قدمت مفهوم تعدد الصيغ الصبغية (الذي يعطي الكائنات الحية مجموعات متعددة من المواد الوراثية، مما يمكن أن يخلق أنواعًا جديدة في خطوة واحدة)، استنادًا إلى التعدد الصبغي العفوي في النباتات المزهرة، لإنشاء بشر بطول وقوة وفترة حياة تفوق المعدل الطبيعي.

### الاستنساخ

صور فيلم ستيفن سبيلبرغ الحديقة الجوراسية عام 1993 إعادة تكوين الديناصورات من الحمض النووي الأحفوري المستنسخ.

مزيد من المعلومات: الاستنساخ § في الثقافة الشعبية.
الاستنساخ هو أيضًا أداة حبكة مألوفة. يتخيل رواية الديستوبيا عالم جديد شجاع لعام 1931م ل ألدوس هكسلي استنساخ بيض الإنسان المخصب في المختبر. كان هكسلي متأثرًا بكتاب جون هولدين غير الخيالي لعام 1924م ديدالوس؛ أو العلم والمستقبل، الذي استخدم أسطورة ديدالوس اليونانية ليرمز إلى الثورة القادمة في علم الوراثة. تنبأ هالدان بأن يسيطر الإنسان على تطوره الذاتي من خلال الطفرة الموجهة والاخصاب في المختبر. اكتُشف الاستنساخ بشكل أعمق في قصص مثل آن-مان لعام 1953 لـ بول أندرسون. في روايته لعام 1976م "الأولاد من البرازيل"،كما ويصف إيرا ليفين إنشاء 96 نسخة متطابقة لأدولف هتلر، مكررًا لهم جميعًا تربية هتلر (بما في ذلك وفاة والده في سن 13)، بهدف إحياء النازية. في روايته الحديقة الجوراسية لعام 1990م، تخيل مايكل كرايتون استرداد الجينوم الكامل لديناصور من بقايا الأحافير، متبوعًا باستخدامه لإعادة إنشاء حيوانات حية من نوع حيوانات منقرضة.
الاستنساخ هو موضوع متكرر في أفلام الخيال العلمي مثل الحديقة الجوراسية (1993)، وفضائي: القيامة (1997)، واليوم السادس (2000)، وريزدنت إيفل(2002)، وحرب النجوم: الحلقة الثانية (2002)، والجزيرة (2005).
تُمثَّل عملية الاستنساخ بطرق مختلفة في الخيال العلمي. تصور العديد من الأعمال الإنشاء الاصطناعي للإنسان عن طريق نمو الخلايا من عينة أنسجة أو حمض نووي. يمكن أن يكون الاستنساخ فوريًا أو يمكن أن يحدث عن طريق نمو بطيء لأجنة الإنسان في أرحام اصطناعية. في مسلسل التلفزيون البريطاني دكتور هو، استُنسِخ الدكتور الرابع ورفيقته ليلًا في ثوانٍ من عينات الحمض النووي ("العدو الخفي"، 1977)ثم -في تكريم واضح لفيلم رحلة رائعة عام 1966 صُغِّرا إلى حجم مجهري للدخول إلى جسم الدكتور لمكافحة فيروس فضائي. الاستنساخ في هذه القصة يكون محدود العمر ويمكنه البقاء لمسألة من دقائق فقط قبل أن ينتهي. ظهرت في أفلام مثل ذا ماتريكس، وحرب النجوم: الحلقة الثانية - هجوم المستنسخين أجنة الإنسان التي رُتِّبت على نطاق صناعي في خزانات ضخمة.
إن استنساخ البشر من أجزاء الجسم هو مجاز خيال علمي شائع، وهو أحد موضوعات علم الوراثة العديدة التي سخرت في الكوميديا وودي آلن "سليبر" عام 1973، حيث جرت محاولة استنساخ دكتاتور مقتول من أنفه المجرد.

### الهندسة الوراثية
تظهر الهندسة الوراثية في العديد من قصص الخيال العلمي. تتضمن الأفلام مثل: الجزيرة (2005)، وبليد رنر (1982) لكائنات هُندست جيناتها لمواجهة الشخص الذي خلقها أو الكائن الذي استُنسخت منه، وهو موضوع يظهر في بعض الأفلام المقتبسة من رواية فرانكشتاين. لم تُطلع الأفلام القليلة الجمهور على الهندسة الوراثية كما هي، باستثناء فيلم (الرجال من البرازيل) عام 1978 و(الحديقة الجوراسية) عام 1993، حيث قام كلا الفيلمين باستخدام درس واستعراض ولقطة من فيلم علمي. في عام 1982، وصف رواية (الطاعون الأبيض) لفرانك هيربرت باستخدام الهندسة الوراثية بشكل متعمد لخلق مسبب للأمراض يقتل النساء على وجه التحديد. تسلط سلسلة روايات ديون التي أبدعها هيربرت، بدءًا من رواية (الكثيب) عام 1965، الضوء على الوراثة. حيث تجمع بين اصطفاء اصطناعي من قبل جماعة قوية من النساء، تسمى (البني جسيريت)، لإنتاج كائن ذكر فائق القدرات، تسمى (كويزاتز هادراك)، مع الهندسة الوراثية لجماعة (تليلاكسو) القوية .
تعتبر تقنية الهندسة الوراثية ضعيفة التمثيل في الأفلام؛ إذ يصف مايكل كلارك، الكاتب في مؤسسة ويلكام ترست، تصوير التقنية الوراثية والتكنولوجيا الحيوية بأنه "محرف بشكل خطير في أفلام مثل فيلم "اليوم السادس" للمخرج روجر سبوتيسوود الذي يستخدم نمطًا يقوم على فكرة "مختبر سري ضخم مليء بالأجساد البشرية الفارغة المعلقة في خزانات من السوائل الغذائية أو في حالة تعليق". في رأي كلارك، فإن التكنولوجيا الحيوية غالباً ما تعطى "أشكال خيالية مدهشة بصريًا" في حين يُتَجاهل العلم في الخلفية أو تخيله ليتناسب جمهور الشباب.

### تحسين النسل

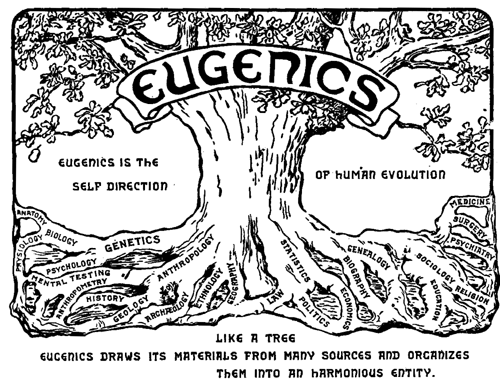
شعار مؤتمر عام 1921، يصور علم تحسين النسل كشجرة توحد العديد من المجالات.

يلعب علم تحسين النسل دورًا مركزيًا في الأفلام مثل فيلم أندرو نيكول 1997 غاتاكا، وهو العنوان الذي يشير إلى الأحرف G ،A ،T ،C للجوانين والأدينين والثايمين والسيتوزين، القواعد النووية الأربعة لحمض نووي ريبوزي منقوص الأكسجين. الهندسة الوراثية للبشر غير مقيدة، مما يؤدي إلى التمييز الجيني، وفقدان التنوع، والآثار السلبية على المجتمع. يستكشف الفيلم أخلاقيات علم الأحياء. استشارت شركة الإنتاج سوني بيكتشرز باحثًا في علاج الجينات، ويليام فرنش أندرسن، للتأكد من أن تصوير العلم كان واقعيًا، واختبرت الفيلم مع جمعية علماء بيولوجيا خلايا الثدييات والمعهد الوطني الأمريكي لأبحاث الجينوم البشري قبل صدوره. لم تمنع هذه الرعاية الباحثين من مهاجمة الفيلم بعد صدوره.
وصف فيلم يام من مجلة ساينتفيك أمريكان ذلك بـ "تدمير العلم"؛ فيما وصف كيفن ديفيس من مجلة نيتشر الفيلم بأنه "أمر غير متوقع ومنعدم المغزى"، ووصف عالم الأحياء الجزيئية لي سيلفر تحديد الجينات القصوى(حتمية أحيائية) في الفيلم بأنه "رجل قشة".

### الخرافة والتبسيط
يلاحظ عالم الوراثة دان كوبولدت أنه بينما يلعب العلم والتكنولوجيا أدوارًا رئيسية في الخيال، من الخيال والخيال العلمي إلى الإثارة، فإن تمثيل العلم في كل من الأدب والسينما غالبًا ما يكون غير واقعي. من وجهة نظر كوبولدت، كثيرًا ما بُسِّطت علم الوراثة في الخيال، كما أن بعض الأساطير الشائعة والتي وجب ذكرها. على سبيل المثال ، لم يؤد مشروع الجينوم البشري (كما يقول) على الفور إلى عالم جاتاكا، لأن العلاقة بين النمط الجيني والنمط الظاهري ليست مباشرة. يختلف الناس من الناحية الجينية، ولكن نادرًا ما يحدث ذلك لأنهم يفتقدون الجين لدى الأشخاص الآخرين: لدى الناس أليلات مختلفة من نفس الجينات. فلا يُتحكم في لون العين والشعر بواسطة جين واحد لكل منهما، ولكن بواسطة جينات متعددة. تحدث الطفرات بالفعل، لكنها نادرة: فالبشر متطابقون بنسبة 99.99٪ وراثيًا، وتتضاءل الاختلافات الثلاثة ملايين بين أي شخصين مقارنة بمئات الملايين من قواعد الحمض النووي المتطابقة؛ تقريبًا جميع متغيرات الحمض النووي موروثة، ولم تُكتسب من جديد عن طريق الطفرة. وكتب كوبولدت، أنه يجب على العلماء الموثوقين في الخيال أن يعلموا أن معرفتهم محدودة.